# الرد السوفياتي على الأزمة البولندية 1980-1981
زعزعت الأزمة البولندية بين عامي 1980 و1981، بالإضافة إلى بروز حركة التضامن الكبرى في بولندا، سلطة الاتحاد السوفياتي على الدول التابعة له في الكتلة الشرقية.
أحجم الكرملين، لأول مرة في التاريخ، عن التدخل العسكري، على عكس المرات السابقة التي تدخل فيها عسكريًا في أحداث مثل ربيع براغ عام 1968 والثورة المجرية عام 1956، فترك القيادة البولندية –تحت زعامة الجنرال فويتشخ ياروزلسكي– لتتولى فرض قانون الأحكام العرفية من أجل التعامل مع المعارضة التي قامت ضد القيادة البولندية.

## الرد الأولي
على عكس تفسيرات أجهزة الاستخبارات الأمريكية، لم يعد السوفيات أي تجهيزات لخوض حتى أصغر أشكال التدخل في الفترة التي فُرض فيها قانون الأحكام العرفية، وذلك وفقًا لمعلومات منشورة من الأرشيف السوفياتي رُفعت السرية عنها. في 25 أغسطس عام 1980، تأسست بعثة خاصة في موسكو لصياغة سياسة ردًا على التطورات في بولندا. ترأس البعثة ميخائيل سوسلوف، الأيديولوجي الكبير في الحزب الشيوعي، بالإضافة إلى رئيس جهاز الاستخبارات السوفياتية (كي جي بي) يوري أندروبوف ووزير الخارجية أندري غروميكو ووزير الدفاع دميتري أوستينوف. تردد هؤلاء في التدخل ضمن بولندا، مستحضرين الاحتجاجات البولندية عام 1970، بالإضافة إلى المشاكل التي واجهها الاتحاد في تلك الفترة خلال الحرب السوفياتية في أفغانستان. كان الوضع في بولندا في ديسمبر عام 1980 مشابهًا للوضع في أفغانستان قبل أن يتخذ الاتحاد السوفياتي قراره في التدخل هناك قبل سنة من أحداث بولندا، ما أدى إلى عواقب وانحدار العلاقات السوفياتية مع الولايات المتحدة الأمريكية.
في المقابل، تحمّس زعيما ألمانيا الشرقية وتشيكوسلوفاكيا، وهما إريش هونيكر وغوستاف هوساك، لقمع حركة التضامن، على غرار حملات القمع السابقة. وافق زعيم الاتحاد السوفياتي، ليونيد بريجنيف الذي كان متقدمًا في السن حينها، على خطط هونيكر وهوساك، فمال نحو التدخل العسكري. خطط السوفيات في شهر ديسمبر إجراء هجوم مشترك من طرف الاتحاد السوفياتي وألمانيا الشرقية وتشيكوسلوفاكيا، تحت ذريعة تمرين عسكري لحلف وارسو أُطلق عليه اسم «سويوز–80».
ساور زعماء حزب العمال البولندي الموحد قلق عميق، فبعدما كانوا متساهلين في البداية، بدأوا يفكرون في قمع حركة التضامن بأنفسهم بعدما اكتسبت شعبية. في 22 أكتوبر، بدأ ياروزلسكي التخطيط لتطبيق قانون الأحكام العرفية.
بحلول تلك الفترة، امتلكت الاستخبارات الأمريكية فكرة دقيقة عن مخططات حلف وارسو. أقنع مستشار الأمن القومي، زبيغنيو بريجينسكي، الرئيس الأمريكي جيمي كارتر بإطلاع العامة على تجمّع القوة العسكرية التي يعدها حلف وارسو وتحذير الاتحاد السوفياتي من عواقب هذا المخطط.
في 5 ديسمبر، وجراء إصرار هونيكر، عقدت دول حلف وارسو قمة في موسكو. وعد القائد البولندي ستانيسواف كانيا، السكرتير الأول لحزب العمال البولندي الموحد، بفعل ما بوسعه كي يجتث المعارضة عبر اتخاذ إجراءات محلية. لم يصر بريجنيف على التدخل المسلح لأن كانيا تمكن من إقناعه بخطورة التدخل العسكري، وأنه سيؤدي إلى انتفاضة وطنية. لذا أُجّل التدخل العسكري لمنح زعماء بولندا فرصة في التعامل مع الوضع بأنفسهم.

## القرار النهائي
لم يكن الكرملين راضيًا بالتساهل في إخماد حركة المعارضة، وفي 18 أكتوبر عام 1981، أجبر الكرملين حزب العمال البولندي الموحد على استبدال كانيا وتنصيب ياروزلسكي مكانه. وعد الأخير بفرض قانون الأحكام العرفية، لكنه طالب بدعم قراره هذا عن طريق الحصول على وعد بتدخل حلف وارسو عسكريًا إن لم ينجح في السيطرة على الوضع. في 29 أكتوبر، نوقشت مطالب ياروزلسكي في جلسة للمكتب السياسي للحزب الشيوعي، فأكد أندروبوف على توافق الآراء حول عدم إرسال جيوش سوفياتية إلى بولندا.